# 38083 Radamanto
Radamanto (asteroide 38083) é um objeto transneptuniano que está localizado no cinturão de Kuiper, uma região do Sistema Solar. Este objeto é classificado como um plutino, pois, ele tem uma ressonância orbital de 3:2 com o planeta Netuno. O mesmo possui uma magnitude absoluta de 6,7 e tem um diâmetro com cerca de 201 km. O astrônomo Mike Brown lista este corpo celeste em sua página na internet como um candidato a possível planeta anão.

## Descoberta
Radamanto foi descoberto no dia  17 de abril de 1999 pelo Deep Ecliptic Survey no Observatório Nacional de Kitt Peak.

## Órbita
A órbita de 2003 UY413 tem uma excentricidade de 0,154 e possui um semieixo maior de 39,172 UA. O seu periélio leva o mesmo a uma distância de 33,136 UA em relação ao Sol e seu afélio a 45,208 UA.